# Triumph Rocket III
La Triumph Rocket III è una motocicletta a tre cilindri prodotta dalla casa motociclistica britannica Triumph Motorcycles dal 2004 fino al 2017.
Il suo motore di 2294 cm³ al momento della presentazione, era il più grande mai montato su una moto di serie.
Il nome "Rocket III" deriva dall'omonimo modello della BSA del 1968, prodotto anche con il nome di "Triumph Trident".

## Storia
Il progetto Rocket III è iniziato nel 1998, sotto la guida del Product Manager Ross Clifford. L'ispirazione proveniva da una ricerca di mercato sulle vendite delle grandi cruiser che stavano avendo ottimi risultati negli Stati Uniti d'America. Le grandi cruiser di maggiore successo in quel periodo erano la Harley-Davidson Dyna Glyde e la Honda Goldwing, quindi l'idea iniziale era di sviluppare una cruiser di 1.600 cm³ di cilindrata.
Il designer incaricato di sviluppare un primo progetto è stato John Mockett, già progettista della Hesketh V1000, della Tiger e della "vintage" Bonneville. Mockett lavorò con David Stride, Gareth Davies e Rod Scivyer intorno al progetto di un motore in linea a tre cilindri. All'inizio del progetto furono presi in considerazione configurazioni a quattro cilindri in linea e sei cilindri a V, ma alla fine il concept "C15XB Serie S1" aveva un motore tricilindrico longitudinale.

Mockett sperimentò uno stile futurista che comprendeva marmitte "Raygun" e un ampio parafango posteriore cromato, ma ai primi test sui consumatori il prototipo non piacque. Il modello S2 era una versione semplificata del primo, con un parafango posteriore più tradizionale ma, ancora una volta, le ricerche di mercato giudicavano la linea ancora troppo radicale. Il disegno della S3 fu quindi ulteriormente semplificato.

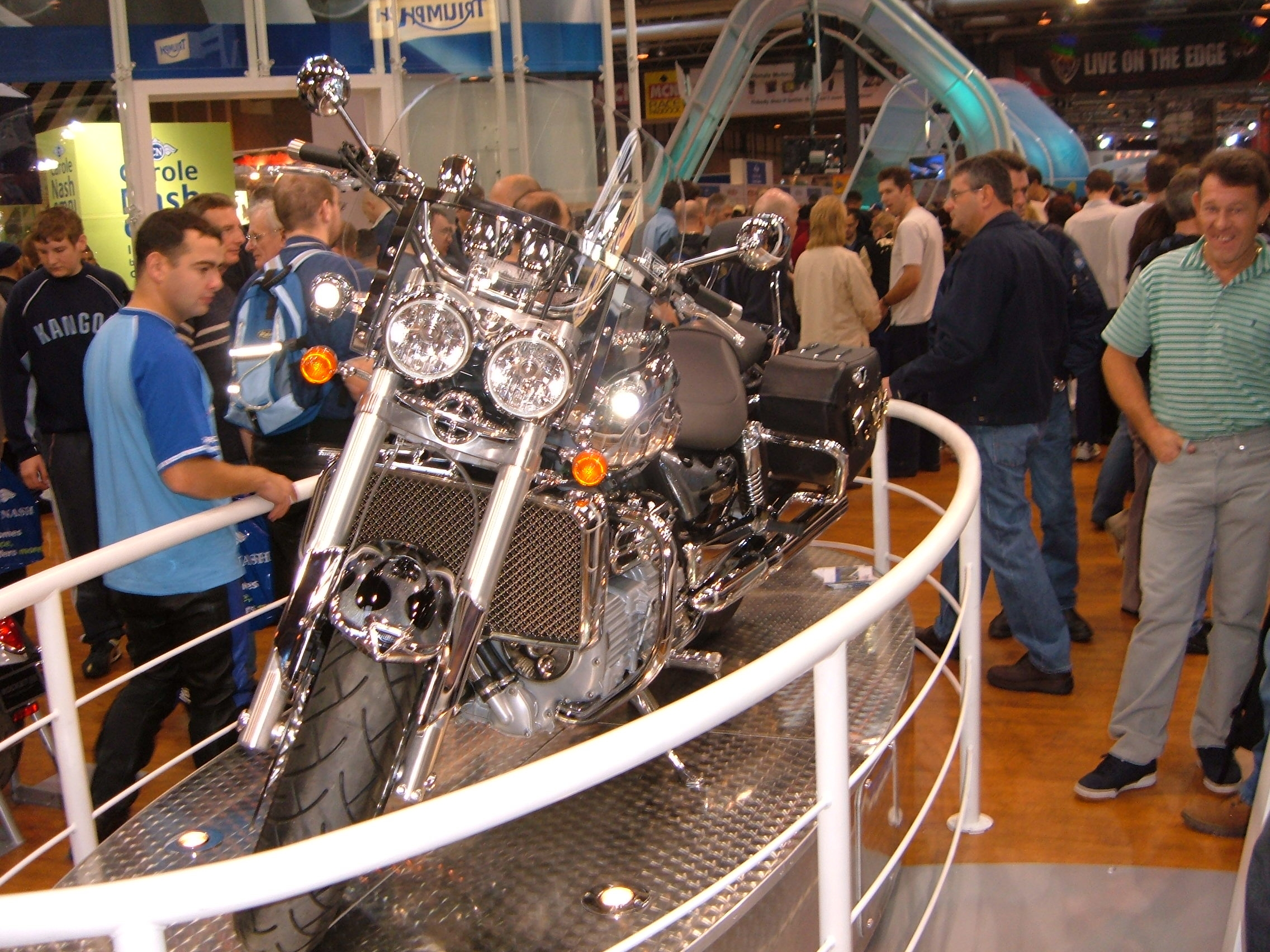
Rocket III del 2004

Nel frattempo (2002), Yamaha aveva lanciato la Road Star Warrior di 1670 cm³ e la Honda la VTX1800, così Triumph decise di montare un propulsore con una cilindrata di 2294 cm³.
Il primo prototipo del motore è stato costruito nell'estate del 2002 e testato in autunno. Furono impiegati corpi farfallati a doppie valvole per avere una miglior calibrazione della miscela aria-benzina e permettere alla centralina di variare il flusso della miscela secondo la marcia inserita e la velocità. La curva di coppia veniva modificata per ciascuna marcia, consentendo di erogare oltre il 90% della coppia già a 2.000 giri, dando i necessari livelli di flessibilità che i progettisti cercavano. Il motorino di avviamento di 1.500 W montato sulla Rocket III eroga la stessa potenza del motore della prima moto Triumph sviluppato da Siegfried Bettmann nel 1902.
Il progetto definitivo del prototipo S3 comprendeva un grande telaio tubolare a doppia trave in acciaio, progettato da James Colbrook. Andy Earnshaw è stato responsabile per la progettazione del cambio, della trasmissione a cardano e di uno pneumatico posteriore di dimensione 240/50ZR16. I freni anteriori avevano doppie pinze a quattro pistoncini con dischi flottanti da 320 mm mentre al posteriore, sviluppato appositamente per lo scopo, c'era un freno a disco singolo di 316 millimetri con pinza a doppio pistoncino. La maneggevolezza era garantita da un sistema di ammortizzatori posteriori appositamente disegnato e da forcelle anteriori da 43 mm a steli rovesciati. 
Nel 2003, a seguito di ricerche di mercato, il prototipo è stato ribattezzato Rocket, per presentarla come l'erede della BSA Rocket 3. È stata lanciata negli Stati Uniti d'America il 20 agosto 2003, a San Antonio in Texas. Il lancio europeo è stato all'EICMA di Milano, il 16 settembre 2003. Lanciata sul mercato nel Regno Unito a partire dalla primavera del 2004, è stata premiata come "Machine of the Year" da Motor Cycle News al NEC Motorcycle Show nel 2004. Nelo stesso anno ad agosto, è stata presentata a Sydney.

## Critica
Nonostante le ricerche di mercato, la Rocket III ha incontrato difficoltà nelle vendite. Originariamente pensata per entrare nel mercato delle cruiser degli Stati Uniti, la Triumph ha faticato a farsi accettare tra i clienti della Harley-Davidson, che non gradivano neanche la Harley-Davidson V-Rod. Triumph ha cercato allora di allargare il target della Rocket puntando agli appassionati di "muscle bike" e "streetfighter".
La rivista Motor Cycle News l'ha definita "È la più grande, più bastarda moto che il denaro possa comprare. La Rocket III è un'esperienza incredibile, complimenti alla Triumph. Rispetto ad una Harley, la Rocket III è un affare. Ha freni migliori, è più veloce, si guida meglio ed è britannica. Regge meglio il valore dell'usato perché se si rimane sotto ai 5-6000 chilometri di percorrenza all'anno si deprezzerà più lentamente di una Harley".

## Modelli

### Rocket III
Il modello originale è stato lanciato nel 2004 ed è rimasto in produzione con solo modifiche minori, come il cambio di colore del motore da argento a nero nel 2005. Questo modello è stato nominato Moto dell'Anno dalla rivista Moto Cruiser nel 2004 e dalla rivista Cruiser Rider nel 2005. 

### Rocket III Classic
Introdotta nel 2006, la versione Classic ha i poggiapiedi per il pilota, silenziatori di forma diversa (mufflers) e il manubrio "pullback". Sono state aggiunte più scelte di colore e la sella del passeggero è stata modificata per migliorare il comfort.

### Rocket III Roadster
La Roadster, introdotta nel 2010, è la più potente della serie con una coppia dichiarata di 221 Nm e 146 CV (109 kW) di potenza. Lo scarico è stato modificato in un doppio terminale per lato, anziché 2 su di un lato e 1 sull'altro come nelle precedenti versioni.

### Rocket III Tourer
Nel 2007 è stata introdotta la Rocket III "Tourer Limited Edition", che era solo un modello Classic con l'aggiunta di un parabrezza, bisacce, schienale, portapacchi e una scelta di schemi bicolore.

### Rocket III Touring

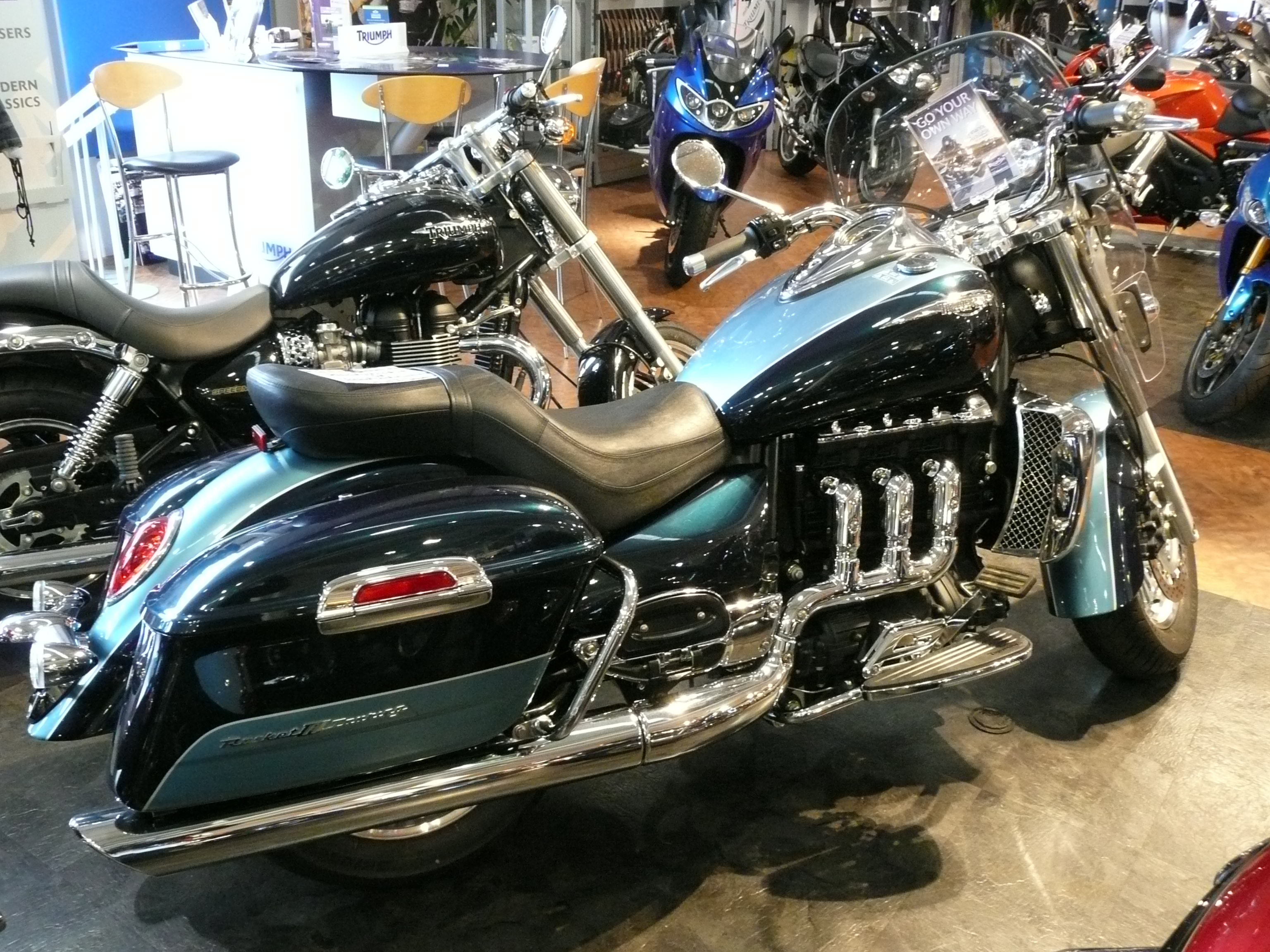
Rocket III Touring (2008)

Triumph ha iniziato a sviluppare la versione Touring della Rocket III nel febbraio 2004 dopo il lancio del modello originale, cercando di raggiungere il mercato grandi cruiser che rappresenta il 50% di tutte le vendite di moto degli Stati Uniti d'America. Oltre ad un nuovo design del telaio e ad un monobraccio oscillante, il modello Touring ha più coppia ai bassi regimi - 209 Nm a 2025 giri al minuto - ma meno potenza nella fascia più alta del contagiri. Le nuove caratteristiche includono la strumentazione montata sul serbatoio benzina e una ghiera sul manubrio per impostare l'orologio e scegliere gli intervalli di rifornimento. Il design dei cerchi a cinque razze usato sulla prima Rocket III è stato sostituito con ruote a raggi e sono stati impiegati pneumatici più stretti per migliorare la sterzata e rendere più facile l'aggancio delle borse laterali di serie. È stato infine aggiunto un parabrezza rimovibile e ammortizzatori posteriori Kayaba.